# Brownleea caerulea
Brownleea caerulea är en orkidéart som beskrevs av William Henry Harvey och John Lindley. Brownleea caerulea ingår i släktet Brownleea och familjen orkidéer. Inga underarter finns listade i Catalogue of Life.